# Glacera del Cerví
La Glacera del Cerví (alemany: 'Matterhorngletscher') és una glacera situada als Alps Penins, a la base de la cara nord del Cerví, al sud de la ciutat de Zermatt, al Valais (Suïssa). Té una longitud màxima d'uns 2,5 km. La glacera es troba a la conca de la glacera de Zmutt.
El 1865, després de la primera pujada del Cerví, quatre escaladors van morir en una caiguda durant la baixada des del cim. Pocs dies després van ser trobats tres cossos a la glacera, però mai es van trobar les restes de Lord Francis Douglas.